# Lunascape
Lunascape (яп. ルナスケープ) — японський браузер, що працює на трьох рушіях для відображення вебсторінок — Gecko,  Trident і WebKit . За твердженням розробників, є найшвидшим браузером у світі.

## Історія
Браузер Lunascape був вперше опублікований у серпні 2001 року студентом коледжу (Waseda University). Оскільки браузер став популярним, в серпні 2004 року Хідекадзу Кондо (Hidekazu Kondo) створив корпорацію Lunascape, набрав працівників і став генеральним директором. Lunascape був обраний японським урядом як «Exploratory Software Project».
У червні 2008 року була створена філія у США і в наш час[коли?] базується в м. Саннівейл, штат Каліфорнія.
Перша міжнародна версія браузера Lunascape була представлена в грудні 2008 року.

## Можливості
- Перемикання між трьома доступними рушіями.
- Рекомендація користувачеві того рушія, який найкраще підходить для відображення сайту.
- Закріплення рушія за конкретними сайтами.
- Захист від падіння при збої (у разі виникнення помилки на який-небудь вебсторінці закривається тільки одна вкладка).
- Підтримка жестів мишею.
- Бібліотека ексклюзивних плагінів і тем оформлення.
- Автозбереження паролів і текстів, написаних у формах на вебсторінках.

## Системні вимоги
- ОС: Windows 10 або вище